# Bielki (rejon postawski)
Bielki (biał. Белькі; ros. Бельки) – wieś na Białorusi, w obwodzie witebskim, w rejonie postawskim, w sielsowiecie Woropajewo.

## Historia
W czasach zaborów w powiecie dzisieńskim, w guberni wileńskiej Imperium Rosyjskiego.
W dwudziestoleciu międzywojennym wieś leżała w Polsce, w województwie wileńskim, w powiecie duniłowickim, od 1926 w powiecie dziśnieńskim, w gminie Postawy, a następnie w gminie Woropajewo.
Według Powszechnego Spisu Ludności z 1921 roku zamieszkiwało tu 200 osób, 3 były wyznania rzymskokatolickiego a 197 prawosławnego. Jednocześnie 2 mieszkańców zadeklarowało polską a 198 białoruską przynależność narodową. Były tu 43 budynki mieszkalne. W 1931 w 48 domach zamieszkiwało 228 osób.
Wierni należeli do parafii rzymskokatolickiej w Duniłowiczach i prawosławnej w Rymkach. Miejscowość podlegała pod Sąd Grodzki w Postawach i Okręgowy w Wilnie; właściwy urząd pocztowy mieścił się w m. Połowo.
Po agresji ZSRR na Polskę w 1939 roku wieś znalazła się w granicach BSRR. W latach 1941–1944 była pod okupacją niemiecką. Następnie leżała w BSRR. Od 1991 roku w Republice Białorusi.